# ミヒャエル・シュテュルマー
ミヒャエル・シュテュルマー（Michael Stürmer (Stuermaer)、1938年9月29日 - ）は、ドイツの歴史家。第二帝政時代のドイツ史を専門とする。保守派の論客と知られ、1980年代の「歴史家論争」（de:Historikerstreit）に加わり、ドイツの地政学的な位置を重視する論陣を張った。
ヘッセン州カッセル生まれ。フィリップ大学マールブルク、ベルリン自由大学、ロンドン・スクール・オブ・エコノミクスで歴史・哲学・言語学を学ぶ。1973年から2003年までフリードリヒ・アレクサンダー大学エアランゲン＝ニュルンベルクの教授を務めたほか、ソルボンヌ大学、ハーバード大学、プリンストン高等研究所などで客員教授を歴任した。また1980年代には、ヘルムート・コール首相の顧問およびスピーチライターとして活動した。現在、アクセル・シュプリンガー株式会社発行の日刊紙『ディ・ヴェルト』のチーフ・コレスポンデントである。

## 主張
シュテュルマーは、1960年代に左派としてその経歴を出発したが、1970年代に入って保守派に移った。その転機は、ドイツ社会民主党（SPD）が政権を握っていたヘッセン州政府が州教育制度において歴史科目を廃止しようと試みた1974年に起こった。彼は、1974年選挙でSPDの敗北を求めるキャンペーンにおいて主要な役割を果たした。1980年代はじめには、彼は『フランクフルター・アルゲマイネ・ツァイトゥング』の寄稿者として、また『ドイツ人とそのネーション』と題された叢書の編纂社として、また一般大衆への講演活動などで、西ドイツで名が知られるようになった。1986年刊行の著書『進歩の不協和音（Dissonanzen des Fortschritts）』に収められた論稿で、彼は、西ドイツの民主主義が所与のものではないこと、ドイツは民主主義の伝統を有しているが、現在の体制は左右双方の全体主義的過去への対応として作り出されたものであること、そしてドイツ政府の選択肢を限定している地理の役割の重要性、冷戦を念頭に置いた場合、中立や東ドイツとの再統一といった考えが現実的ではないことを論じた。
シュテュルマーは、ドイツ史の地理的解釈の提唱者としてよく知られている。「ドイツ特有の道」論の地理的変種で、彼は、中央ヨーロッパにおけるドイツの不安定な地理的状況とみなすものがドイツ史の歩みにおいて決定的な要因であり、そしてこの問題にいかに対処するかという問題が後代のドイツ支配者たちに残され、権威主義的な政府に関わらざることを余儀なくされと論じてきた。彼の意見では、敵に囲まれた「ヨーロッパの中央」にあるドイツの位置と国内の「民主主義勢力」との複雑な相互関係に帝国の「好戦性」は負っている。彼は、報復主義的なフランスと、侵略的なロシアに直面して、「中原の国」であるドイツは民主主義の贅沢にかかわる余裕がなかったと主張した。彼は、歴史家のハンス・ウルリッヒ・ヴェーラーが主張する以上に帝政ドイツが民主的で、かつボナパルティズム的ではなかったし、民主主義的な傾向が1918年-1919年の革命期に前景化してきたと述べる。彼の見方では、民主主義の過小ではなく過剰が帝政ドイツの崩壊をもたらしたのである。
1980年代後半、シュテュルマーは、歴史家論争で重要な役割を担った。『フランクフルター・アルゲマイネ・ツァイトゥング』（1986年4月25日付）掲載の「歴史なき土地」と題する論稿が左派から批判された。その中で、彼は、ドイツが誇るべき歴史を欠いていると主張し、民族的栄誉を建設する方法としてのドイツ史の肯定的な評価を求めた。彼の見方では、ワイマール共和国の崩壊はかつての宗教国家の世俗化に起因する「方向性の喪失」によって引き起こされた。西ドイツは世界で果たすべき重要な役割を有しているが、「誇るべき過去の欠落が国家の政治文化に深刻な損害をもたらしているためにその役割を果たすことができない」と論じ、歴史の肯定的な評価が道義的に政党であり、政治的に不可欠だと著した。必要なことはドイツ史の肯定的な見方を作り出す政府、メディア、歴史家による運動であると彼は見ている。
シュテュルマーの主張は、ユルゲン・ハーバーマス、ハンス-ウルリヒ・ヴェーラー、ユルゲン・コッカなどから批判を浴びた。

## 著書
- プーチンと甦るロシア,白水社, 2009. ISBN 9784560080214
- Putin And The Rise Of Russia The Country That Came In From The Cold, Orion 2008 ISBN 9780297855095.
- The German Empire, 1870-1918, Random House, 2000 ISBN 0679640908.
- The German Century, Weidenfeld and Nicolson, 1999 ISBN 0297825240.
- Allies Divided : Transatlantic Policies for the Greater Middle East, co-edited with Robert D. Blackwill MIT Press, 1997 ISBN 0262522446.
- Die Reichsgründung: deutscher Nationalstaat und europäisches Gleichgewicht im Zeitalter Bismarcks, Deutscher Taschenbuch Verlag, 1984 ISBN 3423045043.
- Das ruhelose Reich: Deutschland 1866-1918, Severin und Siedler, 1983 ISBN 3886800512.
- Die Weimarer Republik: belagerte Civitas, Königstein/Ts. : Verlagsgruppe Athenäum, Hain, Scriptor, Hanstein, 1980 ISBN 3445120641.
- Regierung und Reichstag im Bismarckstaat 1871-1880: Cäsarismus oder Parlamentarismus, Droste, 1974.
- Bismarck und die preussisch-deutsche Politik, 1871-1890, Deutscher Taschenbuch-Verlag, 1970.
- Das kaiserliche Deutschland; Politik und Gesellschaft, 1870-1918, Droste 1970.